# جی لاروس
جی آدام لاروس، که از نام حرفه‌ای J. LaRose استفاده می‌کند، یک بازیگر ناواهو است.
او در شش پروژه با دارن لین بوسمن، کارگردان فیلم‌های سری اره کار کرده‌است: Identity Lost , Butterfly Dreams , اره ۳ , مخزن! اپرای ژنتیک ، قسمت خود ترس " روز سال نو " و کارناوال شیطان . دو تا از آنها اولین فیلم کوتاه دارن لین بوسمن، Repo بود! اپرای ژنتیک یک فیلم کوتاه به کارگردانی دارن لین بوسمن برای تبلیغ یک فیلم بلند به لاینزگیت بود. این کار با موفقیت انجام شد و پس از اره ۴ ، دارن لین بوسمن نسخه کامل فیلم بلند Repo را کارگردانی کرد! اپرا ژنتیک ، که در آن جی لاروس نقش خبرنگار Vanity and Vein را بازی می‌کند که با روتی لارگو دربارهٔ اعتیاد به Zydrate مصاحبه می‌کند. جی لاروس در هر کدام نقش اول را بازی کرد. رویاهای پروانه و هویت از دست رفته . با این حال، او اولین فیلم خود در هالیوود را در نقشی بسیار کوچکتر در نقش تروی، قربانی درمانده جیگ‌ساو در اره ۳ ایفا کرد . یک تراک تفسیری جدید با دارن لین بوسمن و جی. لاروس در دی‌وی‌دی برش کارگردان از اره ۳ گنجانده شد . جی لاروس نقش اصلی در کارناوال شیطان ، یک فیلم آینده از دارن لین بوسمن و ترنس زدونیچ از رپو بازی می‌کند! شهرت در توری که در آوریل ۲۰۱۲ آغاز می‌شود، نمایش داده می‌شود.

## فیلم‌شناسی
- رویاهای پروانه (۲۰۰۰) در نقش جیمز لوتر
- اره ۳ (۲۰۰۶) به عنوان تروی
- مخزن! اپرای ژنتیک (فیلم کوتاه ۲۰۰۶) در نقش پاوی لارگو
- اره ۴ (۲۰۰۷) به عنوان تروی (فلش بک)
- مرگ در خیابان‌ها راه می‌رود (۲۰۰۸) در نقش شهردار آلوارز
- مخزن! اپرای ژنتیک (۲۰۰۸) به عنوان خبرنگار Vanity and Vein
- مستأجر (۲۰۰۹) در نقش جف[۳]
- برای عشق جید (۲۰۰۹) در نقش کلمنس
- روز مادر به عنوان نگهبان بیمارستان
- ۱۱-۱۱-۱۱ (۲۰۱۱) در نقش وین
- توطئه‌آمیز (۲۰۱۱) به عنوان دوست موبلند
- پنهورست (۲۰۱۱) در نقش ویلارد
- کارناوال شیطان (۲۰۱۲) در نقش ستوان
- توطئه‌آمیز: قسمت ۲ (۲۰۱۳) به عنوان دوست موبلند
- سواری مجانی (۲۰۱۳)
- مبلغ (۲۰۱۳) در نقش سارج پاول
- اکنون مرا می‌بینی (۲۰۱۴) به عنوان مأمور اف‌بی‌آی
- آخرین شیفت (۲۰۱۴) در نقش مرد بی خانمان
- برای نوشتن عشق روی بازوهایش (۲۰۱۵) به عنوان اکو
- Extremity (2018) در نقش فیل
- آمریکا: تصویر متحرک به عنوان فعال دست‌راستی سرخ‌پوست (صدا)

### تلویزیون
- ذهن منچیا به عنوان هندی
- در جستجوی.. . میچ پیلگی به عنوان انسان باستانی
- شینا - "شاه وحشی" در نقش رائول
- ترس از خود - " روز سال نو " به عنوان پارکینگ گاراژ اراذل و اوباش
- ترس از مردگان متحرک - "این سرزمین سرزمین شماست" در نقش پیر ملت
- Mayans MC - "Buho/Muwan" در نقش آدم